# Atletismo nos Jogos Pan-Americanos de 2003 - 50 km marcha atlética masculina
A prova dos dos 50 km da marcha atlética masculina nos Jogos Pan-Americanos de 2003 foi realizada em 8 de agosto de 2003. Apenas cinco atletas completaram a prova.

## Calendário
| Data        | Fase  |
| ----------- | ----- |
| 8 de agosto | Final |

## Medalhistas
| Ouro   | MEX Germán Sánchez       |
| Prata  | BRA Mário dos Santos     |
| Bronze | GUA Luis Fernando García |

## Recordes
Recordes mundial e pan-americano antes da disputa dos Jogos Pan-Americanos de 2003.
| Tipo                             | Atleta              | Tempo   | Local         | Data                |
| -------------------------------- | ------------------- | ------- | ------------- | ------------------- |
|                                  | Robert Korzeniowski | 3:36:39 | Munique       | 8 de agosto de 2002 |
| Recorde dos Jogos Pan-Americanos | Carlos Mercenario   | 3:47:55 | Mar del Plata | 24 de março de 1995 |

## Resultados
| Posição | Atleta                   | Tempo   |
| ------- | ------------------------ | ------- |
| 1       | MEX Germán Sánchez       | 4:05:02 |
| 2       | BRA Mário dos Santos     | 4:07:37 |
| 3       | GUA Luis Fernando García | 4:12:14 |
| 4       | BRA Sérgio Galdino       | 4:24:42 |
| 5       | USA Philip Dunn          | 4:25:50 |
| —       | DOM Rubén Javiel         | DNF     |
| —       | GUA Julio René Martínez  | DNF     |
| —       | CUB Jorge Luis Pino      | DNF     |
| —       | MEX Omar Zepeda          | DSQ     |
| —       | USA Sean Albert          | DSQ     |